# Juliana Herm
Juliana Herm (...) è una modella tedesca, vincitrice del titolo di Miss Europa 1965.
La Herm fu incoronata Miss Europa il 6 giugno 1965 presso Nizza in Francia, dove la rappresentante della Germania ebbe la meglio sulle diciotto concorrenti del concorso.
In precedenza la Herm era giunta sino alle semifinali di Miss Mondo 1964.